# Dandy Swingers
Dandy Swingers er en dansk pop-rockgruppe, der optrådte første gang på Restaurant Lille Peter på Bakken i sommeren 1963, dengang bestod gruppen af:
- Jens Rugsted, bas og sang.
- Peter Gregers, tenorsax og guitar – tidligere fra Five Danes.
- Flemming Ostermann, leadguitar og sang.
- Mogens de Neergaard, trommer.

Senere indtræder i gruppen Finn "Danty" Jensen på guitar og sang, Mogens erstattes af Jan Fahrenkrug.
Gruppen spillede oprindeligt kopimusik f.eks. Cliff Richard & Shadows inspireret musik. I efteråret 1963 gik F. Jensen, og samtidig skifter gruppen navn til Dandy Swingers, og gruppen fortsætter med et mere Liverpool-inspireret materiale. I foråret 1964 erstattedes Jan Fahrenkrug af Mogens Ostermann som spillede trommer og sang. Mogens var medlem af Dandy Swingers frem til opløsningen af gruppen i 1968.
Denne gruppe indspillede to singler. I 1965 indgik gruppen et samarbejde med Annisette Hansen, sang. Dette betød at gruppen ændrede stil først imod folk-rock-genren, inspireret af bl.a. The Seekers, senere til amerikansk soul-inspireret musik. Gruppen pladedebuterede med Annisette i efteråret 1966 med You were on my mind, der var en kopi af den amerikanske gruppe The Vogues' hit. 
I vinteren 1967 til 1968 indgik Rugsted, F. Ostermann og Annisette samarbejde med Thomas og Anders Koppel under navnet Savage Rose sideløbende med Dandy Swingers. Begge grupper turnerede således i Jylland sammen med Radioens Big Band. Dandy Swingers fik i forsommeren 1968 et stort hit med Phil Spector-kompositionen "River Deep – Mountain High", men gruppen opløstes allerede i juni 1968, hvorefter Savage Rose blev en realitet.

## Eksterne henvisning og kilde.
- DK-rock: Dandy Swingers